# 威爾伯·庫珀
亞利·威爾伯·庫珀（英語：Arley Wilbur Cooper，1892年2月24日—1973年8月7日），為美國職棒大聯盟的投手。生涯曾效力過海盜、小熊與老虎等隊。他是國聯首位達成生涯200勝的左投手，2.89的防禦率在國聯生涯投球局數破3000局的投手當中最低。目前他仍以202勝成為海盜隊史勝投王。

## 職業生涯
1911年，庫珀開啟職業生涯。他在1912年登上大聯盟，初登板就上演一場完封勝技驚四座。1917年，他寫下單季1.87防禦率的隊史紀錄，至今仍未被打破。1917年到1924年間，庫珀都能穩定拿下17勝以上。其中1920年至1922年間更是都22勝以上，他也在1921年成為國聯勝投王。1920年，他單季發動兩次三殺守備，為大聯盟投手唯一一人。1924年，他更是在三壘投出7次牽制出局。
1924年10月，海盜將庫珀、瑞比·馬蘭維爾和Charlie Grimm交易到小熊。1925年，他打破了魯布·馬夸德的左投投球局數紀錄，隔年再打破馬夸德的生涯先發紀錄。1926年6月，庫珀加入老虎隊。他只出賽8場比賽就結束棒球生涯。他在海盜的投球局數及三振紀錄日後被Bob Friend打破，出賽場次也在1926年被貝比·亞當斯打破。打擊方面，庫珀的打擊率為2成39，並敲出6轟與106分打點。

## 生涯打擊成績
| 出賽次數 | 打席 | 打數 | 得分 | 安打 | 二安 | 三安 | 全壘打 | 打點 | 盜壘 | 保送 | 三振 | 打擊率 | 上壘率 | 長打率 | OPS  |
| -------- | ---- | ---- | ---- | ---- | ---- | ---- | ------ | ---- | ---- | ---- | ---- | ------ | ------ | ------ | ---- |
| 1050     | 3145 | 2735 | 270  | 738  | 124  | 27   | 21     | 321  | 59   | 311  | 247  | .270   | .351   | .358   | .709 |

## 個人生活
1973年，庫珀因為心臟病發去世，享壽81歲。他的曾孫Keoni DeRenne為大聯盟的教練，目前在堪薩斯市皇家擔任助理打擊教練。

## 外部連結
- 球員資訊和成績在MLB，ESPN，Retrosheet ，Baseball Reference ，Baseball Reference (Minors) ，Fangraphs，The Baseball Cube （英文）